# Rosendals slott, Helsingborg
Den här artikeln handlar om slottet Rosendal utanför Helsingborg. För slottet Rosendal i Stockholm, se Rosendals slott Stockholm.
Rosendals slott är ett slott i Kropps socken i Helsingborgs kommun.
Slottet ligger 10 km nordöst om Helsingborg vid trafikplats Kropp. Slottet består av en huvudbyggnad med två flyglar. Byggnaderna har högryggade tak och torn i de inre hörnen av borggården. Rosendals slott är grundligt renoverat från 2015 - 2022, så slottet framstår idag som troget de ursprungliga tankarna från renässansen.

## Historia
Rosendals slott byggdes 1615 av den kungliga vasallen Anders Bille, som utsågs av Danmarks kung Kristian IV, och är ett av få renässansslott i Sverige. Det ärvdes av hans bror, Claus Bille till Vanås, och sedan kom det genom arv och äktenskap i Kjell Christoffer Barnekows ägo. Hans änka, Margareta von Ascheberg, lämnade Rosendal och Ellinge slott i arv till sin dotter och hennes man, baron Vilhelm Bennet. Deras ättlingar ägde fastigheten fram till 2015, då den övertogs av Poul Martin Mikkelsen.
Sedan övertagandet av godset 2015 har slottet genomgått en grundlig renovering av de klassiska byggnaderna med ambitionen att vara trogen den ursprungliga idén om slottet. Bland annat de nedlagda vallgravarna och sjön i nordost har återupprättats precis som parken byggts ut och planterats så att den både till storlek och flora och fauna är trogen den ursprungliga landskapsbilden som vackert gränsade till Rosendal och passade byggnadernas massa.
Rosendals slott drivs idag av Poul och Beate Mikkelsen med familj, och har en rad branscher som lantbruk, privat och kommersiell bostadsuthyrning och eventverksamhet med utgångspunkt i det nyrenoverade slottet och utvalda historiska gårdsbyggnader.